# Dementi
Das Dementi (von französisch démentir ‚widersprechen‘) ist die Ableugnung, ein Widerruf oder eine Richtigstellung von persönlichen, öffentlichen oder amtlichen Meldungen.
Dementis spielen dort eine wichtige Rolle, wo Gerüchte einen Einfluss auf die Wirklichkeit haben, etwa an der Börse, oder in der Politik. Ein Dementi erfolgt dabei sinnvollerweise meistens öffentlich.
Zu unterscheiden vom Dementi ist die Berichtigung, in der einer Meldung nicht grundsätzlich widersprochen wird, sondern nur wesentliche fehlerhafte Bestandteile einer Meldung richtiggestellt werden, wofür es das presserechtlich gewährleistete Berichtigungsbegehren gibt.

## Überspezifisches Dementi
Von einem überspezifischen Dementi wird gesprochen, wenn mit der Absicht, eine Richtigstellung oder einen Widerspruch vorzutäuschen, das Dementi bewusst konkreter formuliert wurde als nötig. Dabei wird in der Regel nur eine (korrekte) Aussage zu einem Teilaspekt der Kritik getroffen. Die ursprünglich zu dementierende Aussage bleibt hingegen unwidersprochen, was allerdings auf den ersten Blick oftmals schwer zu erkennen ist. So kann ein Unternehmen beispielsweise verkünden, aufgrund einer wirtschaftlichen Krise „in keinem Fall übereilt Stellen abzubauen“, ohne dem eigentlichen Gerücht (Pläne eines Stellenabbaus) zu widersprechen. Somit kann das Unternehmen trotzdem einen nicht übereilten Stellenabbau anvisieren, ohne im Widerspruch zur Aussage des Dementis zu handeln.

## Schwaches Dementi
Von einem schwachen Dementi wird gesprochen, wenn die Argumente und Erklärungen mehr Fragen aufwerfen bzw. eher eine Bestätigung bei den Adressaten hervorrufen. In der Regel wird dies durch schwache, fehlende Argumente oder Informationen verursacht. 